# Пиерис (растение)
Пиерисът (Pieris) е род от седем вида храсти от семейство Ericaceae, с произход планинските райони на Източна и Южна Азия, Източна Северна Америка и Куба. Известни често в Северна Америка като andromedas или fetterbushes.

## Етимология
Името на рода произлиза от Pieria (на гръцки: Πιερία), регион в Гърция, където според гръцката митология е домът на музите.
Цветовете дават на растението едно от алтернативните му имена, „Храст на момина сълза“ (Lily of the valley shrub), въпреки че Pieris не е тясно свързан с Convallaria.

## Описание
Храстите пиерис са широколистни вечнозелени храсти, растящи до 1 – 6 м височина и 0,9 – 3,0 м широчина. Листата са подредени спираловидно, като често изглеждат с вихри в края на всяка издънка с голи участъци от издънки отдолу; те са копиевидно-яйцевидни, дълги 2 – 10 cm и широки 1,0 – 3,5 cm, кожени и с цял или назъбен ръб. Младите листа през пролетта са обикновено ярко оцветени. Цветовете са с форма на камбана, дълги 5 – 15 mm (0,2 – 0,6 in), бели или розови и подредени в китки с дължина 5 – 12 cm (2,0 – 4,7 in). Плодът е дървесна капсула, която се разделя на пет части, за да освободи многобройните малки семена.

## Вредители
Видовете Pieris се използват като хранителни растения от ларвите на някои видове Lepidoptera, включително от Ectropis crepuscularia (молци от семейство Geometridae).

## Видове
- Pieris cubensis (Grisebach) Small. западна Куба
- Pieris floribunda (Pursh ex Simms) Benth. & Hook. – планинска андромеда, планински пиерис, планински фетърбуш. Източни Съединени щати
- Pieris formosa (Wallich) D.Don – китайски пиерис, хималайски пиерис. Хималаите, югозападна Китай (Юнан), северна Мианмар
- Pieris japonica (Thunb.) D.Don ex G.Don – японска андромеда. Източен Китай, Япония, Тайван
- Pieris nana (Maxim.) Makino (syn. Arcterica nana). Япония, източен Сибир
- Pieris phillyreifolia (Hook.) DC. – climbing fetterbush. Югоизточна част на САЩ
- Pieris swinhoei Hemsley – югоизточен Китай (Fujian, Guangdong)

## Култивация
Храстите от род пиерис обикновено се отглеждат като декоративни растения, ценени за целогодишно поради яркочервения нов растеж в началото на пролетта, веригите от малки, бели цветчета в средата на пролетта и пъпките, които остават на растението през зимата. Селектирани са множество сортове за различен цвят на пролетна зеленина. Те растат най-добре на сенчесто място, защитено от изсушаване и зимни ветрове. Предпочитат кисела почва и трябва да се мулчират веднъж годишно, като се използва двусантиметрово покритие от торф или компостирани борови иглички.

## Култивирани сортове
Следните сортове са печелили „Наградата за градински заслуги“ на „Кралското градинарско общество“:
- Blush[4]
- Cavatine[5]
- Debutante[6]
- Firecrest[7]
- Flaming silver[8]
- Forest flame[9]
- Mountain fire[10]
- Pink delight[11]
- Prelude[12]
- Purity[13]
- Sarabande[14]
- Valley Valentine[15]
- Wakehurst[16]

## Токсичност
Pieris floribunda е отбелязан като силно токсичен.